# Mweru
Mweru (također i Mwelu ili Mwero) je afričko slatkovodno jezero, dio porječja rijeke Kongo. Nalazi se na granici između DR Konga i Zambije.
Naziv Mweru na brojnim bantu jezicima znači "jezero".

## Prirodno-geografska obilježja
Jezero dobiva većinu vode iz rijeka Luapula na jugu i Kalungwishi na istoku. Odvodnjava ga rijeka Luvua koja teče prema sjeverozapadu, spaja se s rijekom Lualuba te naposljetku s Kongom. Nakon Tanganjike, Mweru je drugo najveće jezero u porječju Konga.
Iako se jezero nalazi u području s savanske klime s izraženim suhim i vlažnim razdobljem, mala je godišnja razlika između najvišeg i najnižeg vodostaja (1,7 metara), najviši je u svibnju, a najniži u siječnju. To je dijelom posljedica toga što je oko ušća Luapule u jezero močvarno područje koje regulira protok vode upijajući višak vode i polako ga otpuštajući, te što njegov odvirak Luvua pri većoj količini vode u jezero brzo otječe, bez vegetacije koja bi blokirala prolazak vode. 
Prosječna dužina jezera iznosi 118 km, širina 45 km, orijentirano u smjeru sjeveroistok-jugozapad te se nalazi na nadmorskoj visini od 917 metara. Tektonskog je postanka, nalazi se u rovu Mweru-Luapula, ogranku Istočnoafričkog tektonskog jarka.
Jezero je pliće na južnom dijelu te dublje na sjevernom, s dva veća udubljenja na sjeveroistočnom dijelu najvećih dubina od 20 i 27 metara. Udaljeno otprilike 50 km istočno od jezera i sjeverno od rijeke Kalungwishi nalazi se manje močvarno jezero Mweru Wantipa. Uglavnom je endoreičko no za vrijeme visokog vodostaja može se preliti u Kalungwishi i jezero Mweru.

## Društveno-geografska obilježja

### Istraživanja
Jezero je bilo poznato arapskim i swahili trgovcima koji su jedno vrijeme koristili otok Kilwa na jezeru kao svoju bazu. Koristili su trgovačke rute od Zanzibara na Indijskom oceanu do grada Ujiji na jezeru Tanganjika potom do Mwerua te dalje do kraljevstva Lunda, Luba, Yeke ili Kazembe. Trgovačke rute na zapadu nastavljale su od navedenih kraljevstva do Atlantskog oceana.
Prvim Europljaninom koji je otkrio jezero smatra se škotski istraživač i misionar David Livingstone za vrijeme njegovih putovanja između 1867. i 1868., iako su prije njega do jezera vjerojatno stigli portugalski trgovci Pereira i Francisco de Lacerda, no oni su više bili zainteresirani za trgovačke rute nego za istraživanja jezera.

### Naselja
Na obalama jezera nalaze se brojna ribarska naselja i sezonski kampovi. Najveći gradovi na zambijskoj strani jezera su Nchelenge, Kashikishi i Chiengi, a na strani DR Konga su Kilwa, Lukonzolwa i Pweto.
Na jezeru se nalaze i tri naseljena otoka, dva pripadaju Zambiji a jedan DR Kongu. Kongoanska strana jezera bila je izravno pogođena Drugim ratom u Kongu između 1999. i 2003., od čijih posljedica se još uvijek oporavlja te su u Zambiju preko grada Pweta pristigle mnogobrojne ratne izbjeglice.

### Djelatnosti
S komercijalnim ribolovom na jezeru započelo se nakon dolaska grčkih ribara koji su se naselili u Kasengi u DR Kongu u prvoj polovici 19. stoljeća. Koristili su brodove građene u grčkom stilu na parni pogon, koji je kasnije zamijenjen dizel motorima. Ribom su opskrbljivali radnu snagu iz rudnika bakra u Lubumbashiju te kasnije i cijelog Bakrenog pojasa. Danas se zbog pretjeranog izlova sve više smanjuje količina ulova, te se procjenjuje na oko 13.000 tona u čemu sudjeluje oko 4,500 manjih plovila.
U blizini jezera nalazi se rudnik bakra Dikulushi, sjeverno od grada Kilwa u DR Kongu. Unatoč iznimnim prirodnim ljepotama, turizam nije razvijen na jezeru, što je dijelom posljedica teže dostupnosti, nedostatka programa zaštite divljih životinja i rata u nedavnoj prošlosti. Populacije divljih slonova, antilopa, bivola i lavova uvelike su smanjene lovom, krivolovom i gubitkom staništa. Uz jezero se nalaze dva nacionalna parka s mogućim turističkim potencijalom, Mweru Wantipa na zambijskoj te Kundelungu na kongoanskoj strani.